# Mapania silhetensis
Mapania silhetensis är en halvgräsart som beskrevs av Charles Baron Clarke. Mapania silhetensis ingår i släktet Mapania och familjen halvgräs. Inga underarter finns listade i Catalogue of Life.